# Термоли
Термоли (итал. Termoli) град је у јужној Италији на обали Јадранског мора. Термоли је други по величини град округа Кампобасо у оквиру италијанске покрајине Молизе.

## Природне одлике
Град Термоли налази се у јужном делу Италије, на 300 км источно од Рима. Град је једино значајно насеље у покрајини које се налази на обали Јадрана. У позадини се издижу Апенина (област Самнитских Апенина).

## Становништво
Према резултатима пописа становништва 2011. у општини је живело 32.793 становника.
| 1931. | 1936. | 1951.  | 1961.  | 1971.  | 1981.  | 1991.  | 2001.  | 2011.  |
| ----- | ----- | ------ | ------ | ------ | ------ | ------ | ------ | ------ |
| 6.910 | 7.574 | 10.044 | 11.278 | 15.659 | 22.849 | 28.552 | 30.255 | 32.793 |

Термоли данас има око 32.000 становника, махом Италијана. Последњих деценија број становника у граду расте.

## Привреда
Градска привреда је ослоњена на индустрију (велики погон "Фијата") и приморски туризам.

## Галерија
- Стари део града
- Градска катедрала
- Замак
- Пространа градска плажа

## Градови побратими
- Хожов